# Achaearanea eramus
Achaearanea eramus är en spindelart som beskrevs av Claude Lévi 1963. Achaearanea eramus ingår i släktet Achaearanea och familjen klotspindlar. Inga underarter finns listade i Catalogue of Life.